# The Internship
The Internship (Los becarios en España, Aprendices fuera de línea en Hispanoamérica) es una película de comedia estadounidense de 2013 dirigida por Shawn Levy, escrita por Vince Vaughn y Jared Stern, y producida por Vaughn y Levy. La película está protagonizada por Vaughn y Owen Wilson, dos vendedores recientemente despedidos que intentan competir con solicitantes mucho más jóvenes y técnicamente más capacitados para conseguir un trabajo en Google.
The Internship es la segunda película con Vaughn y Wilson en los papeles principales, después de Wedding Crashers de 2005; ambos habían aparecido en Starsky & Hutch de 2004. Esta es la segunda colaboración de Levy, Vaughn y Stern después de la película The Watch de 2012, y la tercera de Levy y Wilson después de las dos primeras películas de Night at the Museum.

## Trama
Billy McMahon y Nick Campbell son dos vendedores de relojes que se ven obligados a buscar un empleo con urgencia al ver cómo la empresa en donde han trabajado toda la vida va a la quiebra. Billy intenta conseguir dos puestos de becarios en Google, y son aceptados tras pasar una entrevista y sus heterodoxas respuestas, a pesar de la relevante falta de experiencia (son los dos únicos estudiantes de prácticas que están fuera de una edad universitaria normal). Pasarán el verano compitiendo en equipo contra otros internos en una variedad de tareas, ya que solo los miembros del equipo ganador tendrán garantizado un puesto de trabajo en Google.
Billy y Nick se unen con otros internos también considerados como ellos, los rechazados; Stuart, que está totalmente absorto con su teléfono; Yo-Yo, un muchacho asiático-estadounidense que fue educado en casa con una fuerte disciplina por parte de su madre, y Neha, una india-estadounidense entusiasta del mundo nerd. El equipo, conocido como los Nooglers, está dirigido por Lyle, que constantemente trata de pasar desapercibido con el fin de ocultar sus inseguridades.
Otro de los becarios, llamado Graham, es un chico agresivo que siempre busca crear problemas con el equipo de Billy y Nick.
El señor Chetty, director del programa de becarios, también expresa constantemente sus dudas acerca de la capacidad de estos dos hombres mayores. Stuart, Yo-Yo y Neh, que ven a Billy y Nick como dos inútiles durante una de las pruebas de acceso, en la que tienen que depurar el código de una aplicación que presenta un bug en el audio, los envían a una búsqueda inútil con el fin de que les dejen trabajar en paz. Pero después, durante una especie de juego de Quidditch muggle contra el equipo de Graham, Billy consigue la remontada que les hace devolver a todos la confianza en el equipo, a pesar de perder en el último segundo.
Cuando los equipos tienen la tarea de desarrollar una aplicación, Billy y Nick convencen al equipo para disfrutar de una noche salvaje. En un club de estriptis, Neha admite a Billy que, a pesar de su rica vida de fantasía, no tiene experiencia en el mundo real y se siente nerviosa, pero con el apoyo de Billy, ella decide quedarse.  Nick persuade a Yo-Yo para que se quede a beber y a disfrutar en la pista de baile. Alentados por Billy, Lyle se acerca a una de las bailarinas, Marielena, que también es instructora de baile en Google, de la cual se había enamorado. Ella está encantada con Lyle, pero otro cliente adopta una actitud desafiante al ver que no le hace el debido caso. Se produce una pelea y el equipo al completo es expulsado del club.
Antes del amanecer, con visitas al puente Golden Gate, San Francisco, Stuart aprende a apreciar el entorno, y gracias a las aventuras de estos borrachos, a Lyle, mediante su ebria inteligencia, hace que a Nick le venga la inspiración y les comenta al equipo la idea de crear una aplicación que proteja el uso imprudente del teléfono en estado de ebriedad mediante una pregunta determinante. El equipo consigue ganar la prueba gracias a la obtención de la mayoría de descargas.
Al margen de todo esto, Nick pasa su tiempo coqueteando con una ejecutiva, Dana, con poco éxito. Cuando comienza a asistir a presentaciones técnicas con el fin de impresionarla, éste toma un interés real en las clases.
Mientras los equipos se preparan para la asistencia técnica telefónica, Billy se siente que no vale para eso y desiste. Un empleado de Google, Cascos, que siempre lleva auriculares y nunca se le ha visto hablar con nadie, se acerca a Billy y le dice que la forma en que interactúa con la gente es especial. Él se ofrece como tutor para Billy para preparar la prueba.
Dana está de acuerdo en ir a una cita con Nick, y le invita a pasar al final de la noche a su casa.
Durante la prueba de la asistencia, Billy se desenvuelve con soltura, haciéndolo mejor de lo que hubiera esperado, pero su equipo no recibe la puntuación porque no inició sesión para registrar su trabajo para poder ser revisado con posterioridad. Abatido, Billy deja Google para conseguir una nueva oportunidad como encargado de ventas con su antiguo jefe.
La última tarea que se anuncia es una prueba de ventas, en la que los equipos deben firmar un acuerdo con la empresa más grande posible que todavía no se haya anunciado en Google. El equipo se sorprende cuando Nick anuncia que Billy les ha dejado, y comentan que no quieren continuar la tarea sin él. Nick convence a Billy para que vuelva, y éste acompaña al equipo a hablar con el dueño de una pizzería local para explicarle que anunciarse en Google puede ayudarle a conectar con clientes potenciales y de que los recursos de Internet pueden conseguir expandir su negocio sin dejar de ser fiel a sus principios profesionales.
Pese a preparar un gracioso montaje que se expone en un proyector sin permiso, el equipo llega tarde a la última reunión, en donde el señor Chetty está a punto de anunciar los ganadores. El equipo parece que se derrumba, pero se les comenta que, según las reglas oficiales, todavía se les permite anunciar sus resultados, puesto que los ganadores aún no se han declarado. Chetty reconoce que, a pesar de que la pizzería no es un gran negocio, su potencial es ilimitado, ahora que han adoptado la tecnología. Graham protesta y se encara con el chico de los auriculares, que resulta ser jefe de Google Search y después uno de los compañeros de Graham lo golpea en venganza debido a su sobrepeso y le dice que debe “fingir una lesión”. Nick, Billy, Stuart, Lyle, Yo-Yo, y Neha son declarados ganadores y reciben sus respectivos puestos de trabajo en Google, que los tres últimos iniciarán después de terminar los tres años que les quedan en la universidad. A medida que los estudiantes salen, Nick y Dana formalizan su relación, al igual que Lyle y Marielena. Stuart y Neha forman una relación romántica también, y Yo-Yo consigue imponerse a la dura actitud de su madre, demostrando que ya es capaz de tomar sus propias decisiones y que es independiente para las pruebas a las que se pueda enfrentar en la vida.

## Reparto
- Vince Vaughn como Billy McMahon.
- Owen Wilson como Nick Campbell.
- Rose Byrne como Dana.
- Max Minghella como Graham Hawtrey.
- Joanna Garcia como Megan.[4]
- Dylan O'Brien como Stuart Twombly.
- John Goodman como Sammy Boscoe.[5]
- Jessica Szohr como Marielena.
- Josh Brener como Lyle Spaulding.
- Tobit Raphael como Yo-Yo Santos.
- Bruno Amato como Sal.
- B.J. Novak como primer entrevistador.
- Aasif Mandvi como Roger Chetty.
- Tiya Sircar como Neha Patel.
- Josh Gad como Andrew "Audífonos".
- Rob Riggle como Randy.
- Will Ferrell como Kevin Campbell.
- Sergey Brin como él mismo (cameo).

## Producción

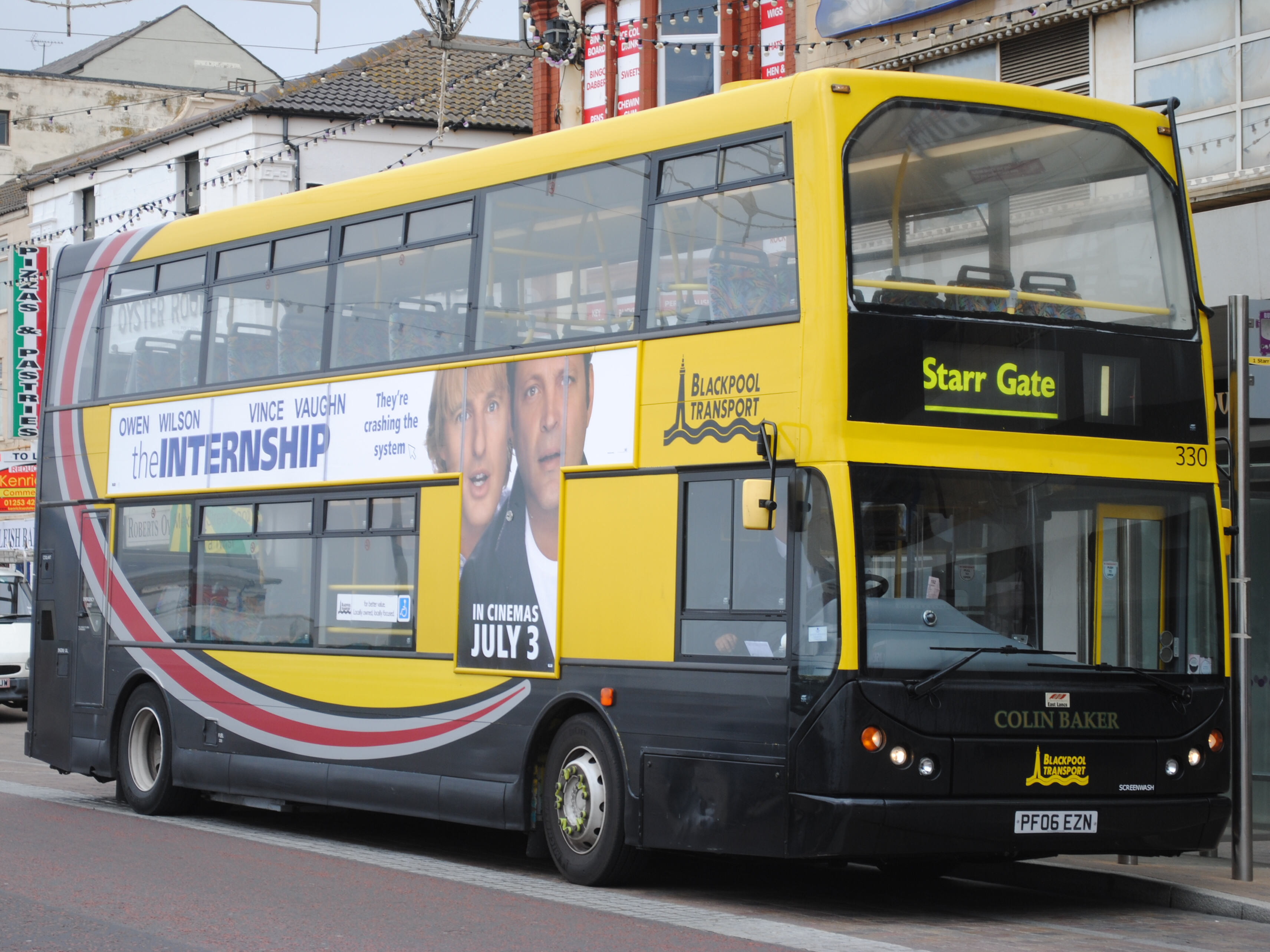
La publicidad del filme en un autobús en el Reino Unido.

La mayoría de las escenas se filmaron en Atlanta, Georgia, y en el Instituto Tecnológico de Georgia, que se hizo pasar representar el Googleplex, ya que la compañía normalmente no permite filmar en el Googleplex real por razones de seguridad y productividad. A Vince Vaughn se le ocurrió la idea después de ver un segmento de 60 Minutes sobre la cultura laboral de Google, y posteriormente le presentó la idea al director Shawn Levy. Google aceptó trabajar con los productores de la película y su fundador Larry Page señaló que «la informática tiene un problema de marketing». Google también sintió que ayudaría a explicar mejor su mantra «Don't be evil». Aunque Reuters informó que como parte del acuerdo Google pidió «control creativo», Levy negó que la compañía estuviera involucrada con el guion, insistiendo en que Google solo ayudó desde una perspectiva técnica. CNN informó que el estudio le dio «cierto control» a Google sobre la presentación de sus productos.